# Niepart
Niepart – wieś w Polsce położona w województwie wielkopolskim, w powiecie gostyńskim, w gminie Krobia.

## Historia
Wieś ma metrykę średniowieczną i pierwotnie związana była z Wielkopolską. Istnieje co najmniej od pierwszej połowy XIII wieku. Wymieniona w łacińskim dokumencie z 1240 pod nazwą „Nyeparth”, 1271 „Neparth”, 1400 „Nepart”, 1403 „Niepart”, 1408 „Neperth”, 1434 „Nyeparth”, 1446 „Nyepart”.
Miejscowość była początkowo wsią rycerską, a później szlachecką należącą do lokalnej szlachty wielkopolskiej z rodu Niepartskich herbu Ostoja, którzy od nazwy wsi przyjęli odmiejscowe nazwisko. W 1480 leżała w powiecie kościańskim Korony Królestwa Polskiego. Od 1240 była siedzibą własnej parafii, a w 1510 należała do dekanatu Śrem.
Miejscowość ma jednak wcześniejszą metrykę niż zachowane o niej archiwalne zapisy. Archeolodzy w rejonie wsi zlokalizowali skupisko wczesnośredniowiecznego osadnictwa, a w tym m.in. datowane na X-XI wiek grodzisko zlokalizowane na północny-wschód od Niepartu na lewym brzegu rzeki Dąbroczna, a także dwie osady oraz cmentarzysko szkieletowe, usytuowane na obszarze rozciągającym się na 25 km. W literaturze rozważa się także istnienie drugiego grodziska. Na terenie dawnego folwarku gdzie utworzono w okresie komunizmu PGR usytuowanego na wschód od wsi zlokalizowano również ruiny późnośredniowiecznego zamku z wałami usypanymi z piasku oraz rudy darniowej.
Pierwszy zapis o miejscowości pochodzi ze źródeł kościelnych. W 1240 Paweł II herbu Grzymała biskup poznański utworzył w Nieparcie parafię nadając kościołowi św. Piotra i Pawła dziesięciny ze wsi Woszczkowo, Reczkowo [obecnie Rzyczkowo], N., Gogolewo, Łaszczyn, Żołędnica, Gostkowo, Sarnowa, Sierakowo i Przyborowo na „utrzymanie kapłana stale pełniącego służbę bożą w Nieparcie”.
Kolejny pochodzi z listu napisanego w 1271 przez Tomasza I z rodu Rawiczów biskupa wrocławskiego do Mikołaja herbu Lis arcybiskupa gnieźnieńskiego gdzie Sławęta oraz Gabriel z Niepartu zostali wymienieni wśród rycerzy, którzy wraz z księciem krakowskim Bolesławem Wstydliwym spustoszyli dobra biskupstwa wrocławskiego leżące koło Milicza na Dolnym Śląsku.
Wieś odnotowano również w 1310 w dokumencie wystawionym w kancelarii księcia głogowskiego i wielkopolskiego Henryka III Głogowczyka, który ustanowił Poniec siedzibą dystryktu, a w jego granicach znalazły się m.in. trzy wsie zwane Niepart.
Po śmierci w 1540 r. ostatniego z rodu - Feliksa Nieparskiego miejscowość przeszła w ręce przyrodnich braci Stanisława i Andrzeja Objezierskich, którzy wkrótce sprzedali Niepart oraz Gogolewo i Ciołkowo Janowi Jaskóleckiemu. W XVI i XVII w. dziedzicami Niepartu byli członkowie rodziny Rosnowskich herbu Jastrzębiec, a ok. I połowie XVII w. podstoli poznański Stanisław Lipski. W 1751 r. dobra nabyli Mielżyńscy. Od 1797 r. właścicielem majątku był Ignacy Kołaczkowski, a od 1803 r. rodzina Dramińskich. Wkrótce kupił go od niej Antoni Czarnecki, który w 1816 r. sprzedał Niepart i Gogolewo swemu synowi Marcelemu.
Wieś Nieparth położona była w 1580 roku w powiecie kościańskim województwa poznańskiego w Rzeczypospolitej Obojga Narodów. Wieś rycerska, własność Wiktora Czarneckiego, położona była w 1909 roku w powiecie gostyńskim rejencji poznańskiej w Wielkim Księstwie Poznańskim. W latach 1975–1998 miejscowość administracyjnie należała do województwa leszczyńskiego.
Wskutek II rozbioru Polski w 1793, miejscowość przeszła pod władanie Prus i jak cała Wielkopolska znalazła się w zaborze pruskim. W okresie Wielkiego Księstwa Poznańskiego (1815-1848) Niepart należał do wsi większych w ówczesnym pruskim powiecie Kröben (krobskim) w rejencji poznańskiej. Niepart należał do okręgu sarnowskiego tego powiatu i stanowił odrębny majątek, którego właścicielem był wówczas (1846) Czarnecki. Do majątku Niepart przynależały także dwa folwarki: Dębina i Florynki. Według spisu urzędowego z 1837 roku Niepart liczył 350 mieszkańców, którzy zamieszkiwali 39 dymów (domostw).
W 1877 roku folwark odziedziczył jego syn Zygmunt, a następnie jego kolejni potomkowie - Wiktor w 1881 r., Stanisław w 1919 r., Roman (zm. 2001) w 1937 r. W 1881 r. dobra Niepartu wraz z folwarkami Dębiną i Florynkami liczyły 942 ha powierzchni, w tym 774 ha ziemi ornej, 73 ha łąk i 65 ha lasów. Gospodarstwo specjalizowało się w hodowli bydła rasy holenderskiej, owiec Leicester, trzody chlewnej Yorkshire i hodowli koni Clydesdale. W tym czasie na terenie dominium znajdowało się 14 domów zamieszkanych przez 77 osób. W 1913 r. w Nieparcie wraz z folwarkami prowadzona była hodowla 96 koni, 234 krów, 147 świń i 459 owiec, a na terenie majątku działała cegielnia. Założenie dworskie usytuowane zostało we wschodniej części wsi, tuż przy drodze do Gogolewa. Składa się z zespołu rezydencjonalnego oraz części folwarcznej. W okresie okupacji niemieckiej pod niemiecką nazwą Neipe.
We wsi był przystanek kolejowy Niepart.